# Svenska sjömansunionen
Svenska sjömansunionen var ett svenskt fackförbund inom Landsorganisationen (LO) som bildades 1914. Det uppgick 1932 i Svenska sjöfolksförbundet. 

## Bakgrund
Vid Svenska transportarbetareförbundets kongress år 1900 bildades Sjömans- och eldareförbundet med anslutning till Transportarbetareförbundet. Organisationsarbetet gick knaggligt och förbundet nästan utraderades efter storstrejken 1909. Transportarbetareförbundet drabbades utomordentligt hårt av strejkens efterverkningar och hade inte kraft att ägna sig åt sjöfolket. 

## Historia
- 1914 bildades Svenska sjömansunionen, sju månader efter systerorganisationen Svenska eldareunionen, och man följde i stora drag dess stadgar. Initiativtagare till båda organisationerna var skräddaremästaren F. W. Zachrisson i Göteborg. Unionen fick också sitt säte där och till ordförande utsågs Knut Ring. Av unionens stadga framgick att dess ändamål var "att samla svenska handelsflottans personal i en enhetlig organisation med syfte att med lämpliga medel tillvarataga deras intressen, såväl ekonomiska som övriga, vilka stå i samband med arbetsförhållandena; att verka för facklig och socialistisk upplysning samt internationell förbrödring."
- 1917 träffades en överenskommelse med Svenska eldareunionen om hur insjö-, bogserbåts- och kanalflottorna skulle organiseras. Det blev så att Sjömansunionen skulle organisera besättningarna på Västkusten, Vänern, Vättern samt Trollhätte och Göta kanal. Övriga kuststräckor tillföll Eldareunionen. Man kunde nu börja organisera även sjöfolk i inrikes fart.
- 1919 ledde missnöje med lönesänkningar efter krigsslutet till en tre veckors strejk.
- 1920 inrättades en stödkassa för TBC-drabbade.
- 1923 hade Sjömansunionen 8322 medlemmar. [2]
- 1926 blev man medlem i Internationella transportarbetarefederationen. Samma år tog man på unionens kongress upp frågan om segelfartygens personal. Något avtal fanns inte för denna grupp. Men efter att ha agiterat bland dessa grupper under 1926-27 så kunde man skriva in omkring 300 besättningsmän på segelfartyg i unionen.
- 1928 ingicks samarbetsavtal med Svenska eldareunionen.
- 1931 hade förbundet 35 avdelningar med 7520 medlemmar varav ingen kvinnlig.
- 1932 uppgick förbundet i det nybildade Svenska sjöfolksförbundet.